# Пам'ятник Авіценні (Душанбе)

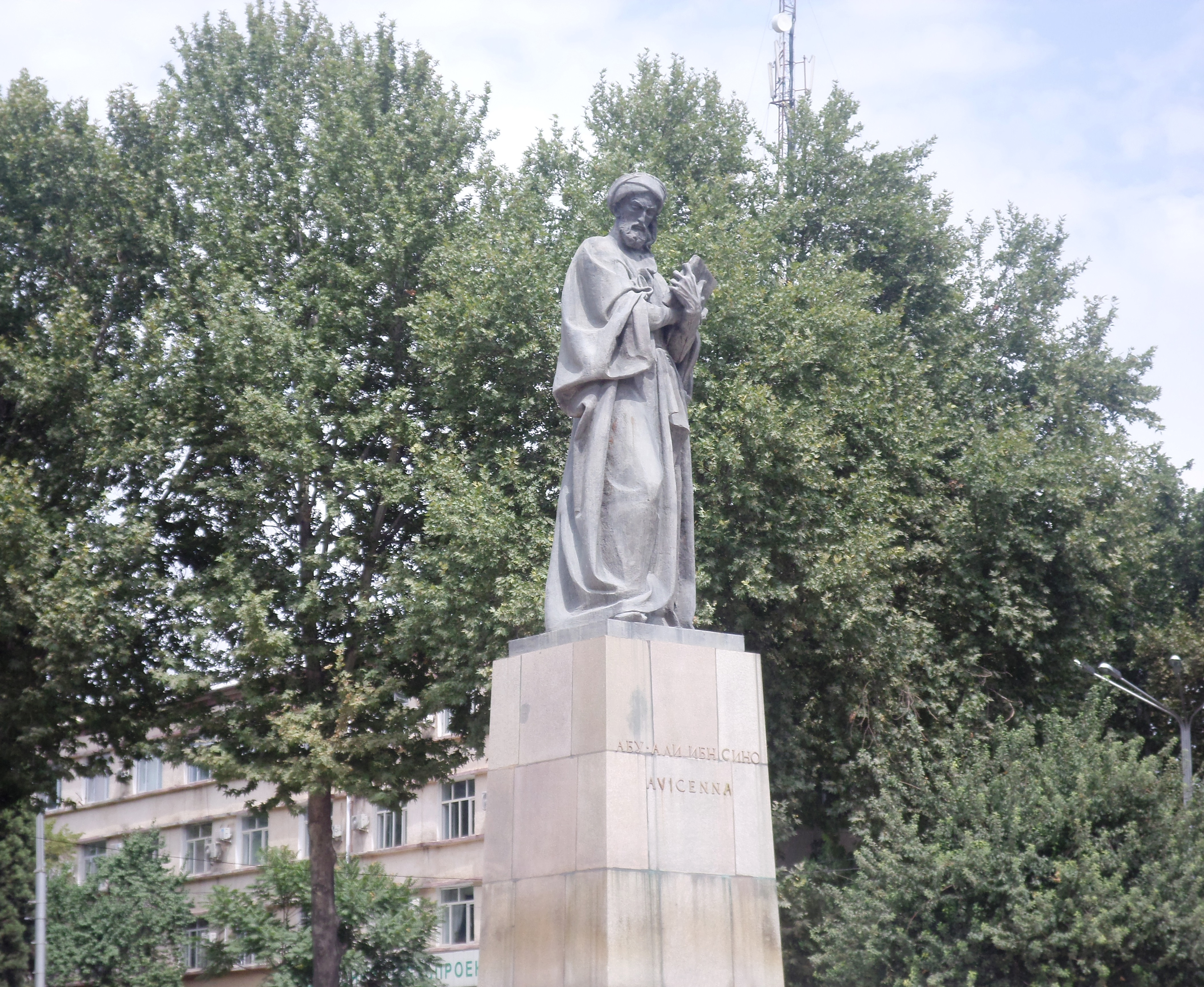
Пам'ятник Авіценні в Душанбе

Пам'ятник Авіценні в Душанбе — пам'ятник таджицько-перському ученому-енциклопедисту, філософу, лікарю, музиканту ХІ століття Авіценні (ібн Сіна / Абу-алі-ібн Сіно) в столиці Таджикистану місті Душанбе.
Цей пам'ятник — один із найкрасивіших архітектурно-меморіальних ансамблів Душанбе. 

## Загальні дані
Душанбинський пам'ятник Абуалі ібн Сіно (Авіценні) встановлений при в'їзді на площу, також названу ім'ям Абуалі ібн Сіно, з боку проспекту Профспілок у північно-західній частині міста.
Автори пам'ятника — азербайджанський скульптор Омар Гасан огли Ельдаров і таджицькі архітектори Р. Каримов та А. Агаронов.

## Опис
Пам'ятник Авіценні в Душанбе являє собою скульптуру середньовічного поета, відлита з бронзи, встановлена на постаментя, біля підніжжя якого лежать п'ять розкритих книжок, виконаних з червоного граніту. Ці 5 книжок символізують найважливіший науковий твір Ібн Сіни «Канон медицини» — медичну енциклопедію в 5 частинах, що здобула світову славу і неодноразово перекладалась багатьма мовами. 
Пам'ятник ібн Сіні встановлений на 5-ти ступінчасто розташованих гранітних платформах, з каскадом фонтанів на передньому плані.

## З історії
Пам'ятник Абу Алі ібн Сіно (Авіценна) був відкритий в центрі Душанбе у 1980 році й присвячений тисячоліттю великого мислителя та вченого Х століття. 
У душанбинців склалась добра традиція: більшість щойно одружених пар після урочистого ритуалу взяття шлюбу їдуть до пам'ятника, щоб покласти букети квітів біля підніжжя великого вченого, віддаючи в такий спосіб йому шану. 

## Виноски
1. ↑  Площі і пам'ятники столиці (Душанбе) [Архівовано 26 квітня 2011 у Wayback Machine.] на www.naison.tj (сайт Найсон-груп) [Архівовано 15 липня 2010 у Wayback Machine.] (рос.)
2. ↑  Омар Гасан огли Ельдаров [Архівовано 22 липня 2013 у Wayback Machine.] (рос.) на Офіційний вебсайт Національної академії наук Азербайджану [Архівовано 3 січня 2012 у Wayback Machine.]
3. ↑  Пам'ятник Абу Алі ібн Сіно (Авіценна) (в Душанбе) на www.dushanbehotels.ru [Архівовано 19 березня 2018 у Wayback Machine.] (рос.)
4. ↑  Душанбе (Таджикистан) на www.igras.ru [Архівовано 20 серпня 2011 у Wayback Machine.] (рос.)